# Mualang
Le mualang est une langue austronésienne parlée en Indonésie, dans l’ouest de Bornéo, par environ 40 000 locuteurs. Il fait partie de la famille des langues ibaniennes qui regroupe six langues parlée à Bornéo.

## Répartition géographique

Carte des langues de Kalimantan (la partie indonésienne de Bornéo). Le mualang a le numéro 35 (en vert fluo, dans le nord du tiers ouest).

Le mualang est parlé dans la province du Kalimantan occidental, qui correspond à l’ouest de la partie indonésienne de Bornéo. Plus précisément, la région du mualang est située dans le département de Kabupaten Sekadau, sur le fleuve Kapuas, à 300 km en amont de Pontianak, la capitale de la province.
Le mualang est divisé en deux dialectes, Mualang ili’ (« territoire mualang en aval ») et Mualang ulu (« territoire mualang en amont »), qui présentent quelques différences mineures de prononciation et de vocabulaire.